# Global Gate

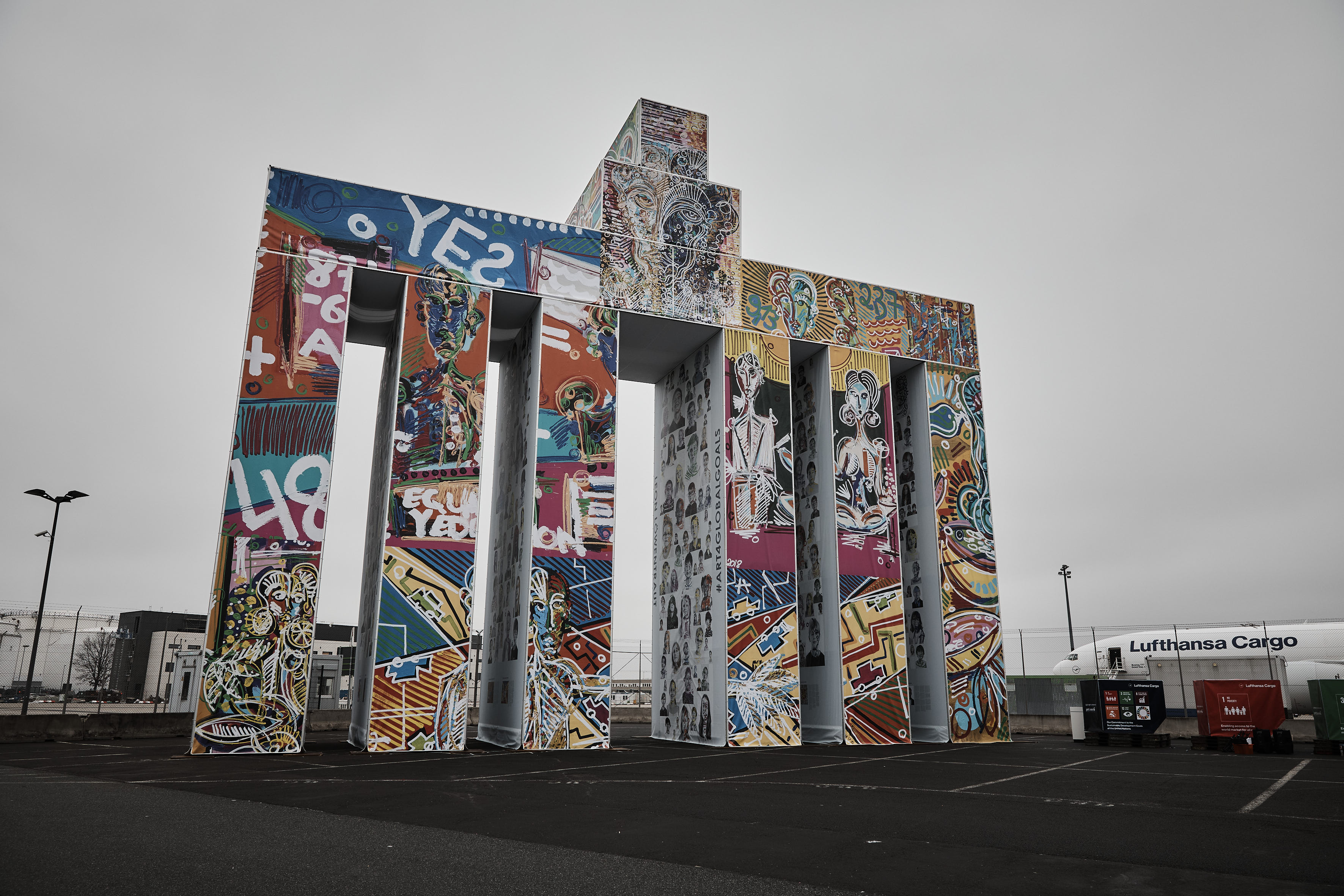
Das Global Gate auf dem Gelände von Lufthansa Cargo am Frankfurter Flughafen

Das Global Gate ist ein mobiles Kunstwerk, das von Marcus Schäfer konzipiert und von Leon Löwentraut umgesetzt wurde. Es besteht aus 37 ISO-Containern, die das Brandenburger Tor nachempfinden, und wurde am 24. November 2020 auf dem Gelände von Lufthansa Cargo am Frankfurter Flughafen aufgestellt. Der Künstler bezeichnet sein Werk als „größtes mobiles Kunstwerk der Welt“. Es ist das 18. Werk der Kampagne Art4GlobalGoals der UNESCO. Die Front und die Durchgänge sind mit den Motiven des Künstlers gestaltet, die im Rahmen der Kampagne entstanden sind. Das Global Gate soll um die Welt reisen. Die notwendigen Container werden am Ausstellungsort vom jeweiligen Logistik-Partner zur Verfügung gestellt werden. Lediglich die Außenfassade wird von Ort zu Ort transportiert.

## Entstehung

### Die Kampagne #Art4GlobalGoals
2017 wurde der damals 19-jährige Löwentraut als alleiniger Gestalter für die künstlerische Interpretation der von den Vereinten Nationen verabschiedeten 17 globalen Ziele zur nachhaltigen Entwicklung der Weltgemeinschaft ausgewählt. Seitdem wirbt er mit der YOU Stiftung und der Kampagne #Art4GlobalGoals weltweit für die Bedeutung der Ziele. Schirmherr der Kampagne ist Bundesminister Gerd Müller. Die Eröffnungsausstellung zur Kampagne fand 2018 im UNESCO-Hauptsitz in Paris statt. Seitdem war der Zyklus in verschiedenen Museen zu sehen, u. a. im Puschkin-Museum in St. Petersburg, im Palazzo Medici Riccardi in Florenz und im Osthaus Museum Hagen.
Über einen Teilerlös der verkauften Grafiken aus der 17 Werke umfassenden Serie werden Hilfsprojekte der YOU Stiftung und UNESCO unterstützt, die der Förderung des 4. Nachhaltigkeitszieles „Hochwertige Bildung“ dienen. So wurde mit Hilfe der Einnahmen im Slumgebiet Barakar in Dakar, Senegal, 2018 mit dem Bau einer Schule begonnen, die Ende 2019 fertiggestellt wurde.

### Probeaufbau
Im Mai 2020 wurden die benötigten 37 Seecontainer in einem Hamburger Container-Depot (Universal Container) aufgestellt. Der Testaufbau war erfolgreich und das Projekt gewann weitere Partner. Es wurden erste Konzepte zum Aufbau und der Machbarkeit erstellt.

## Gestaltung

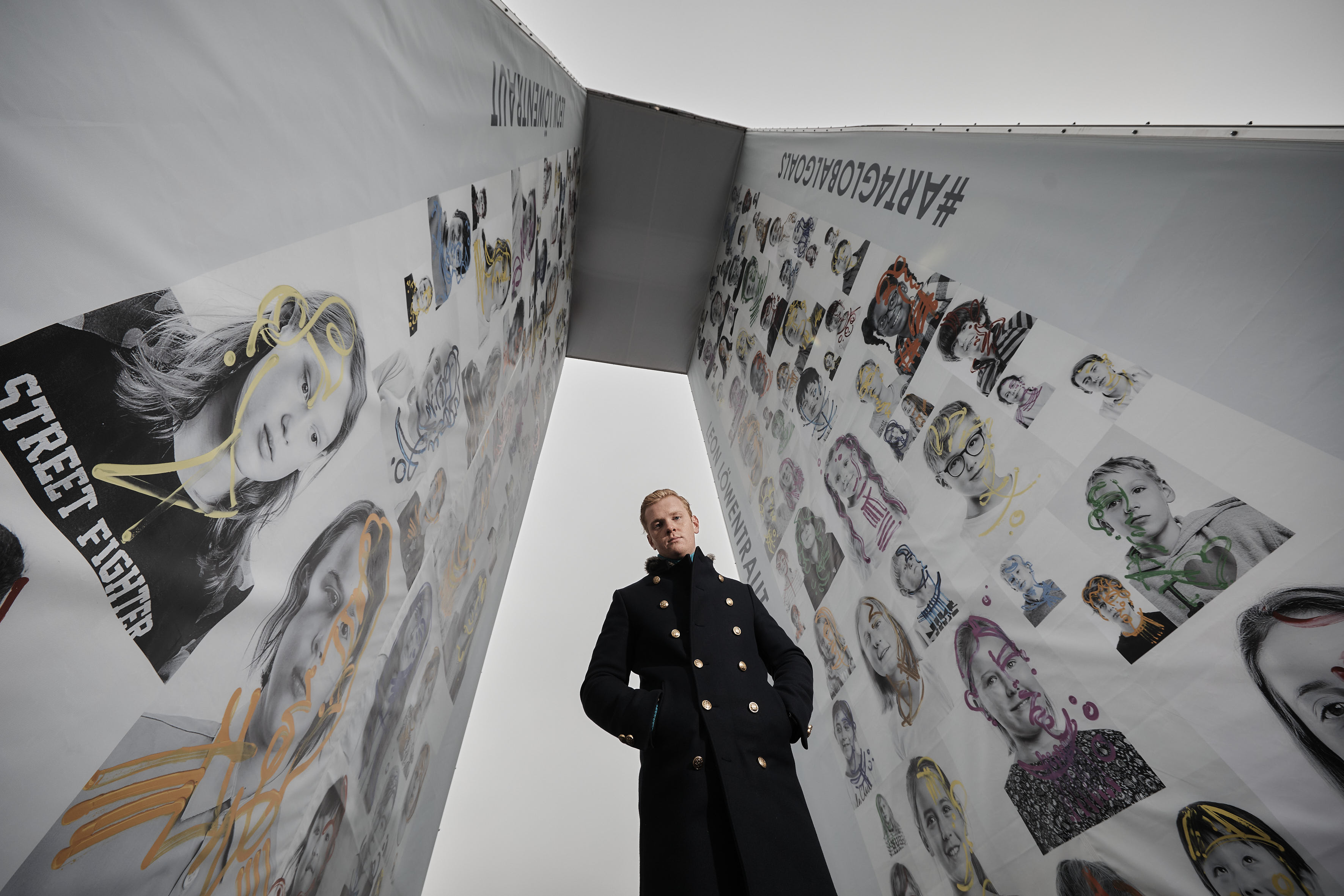
Leon Löwentraut im Mittelgang des Global Gates

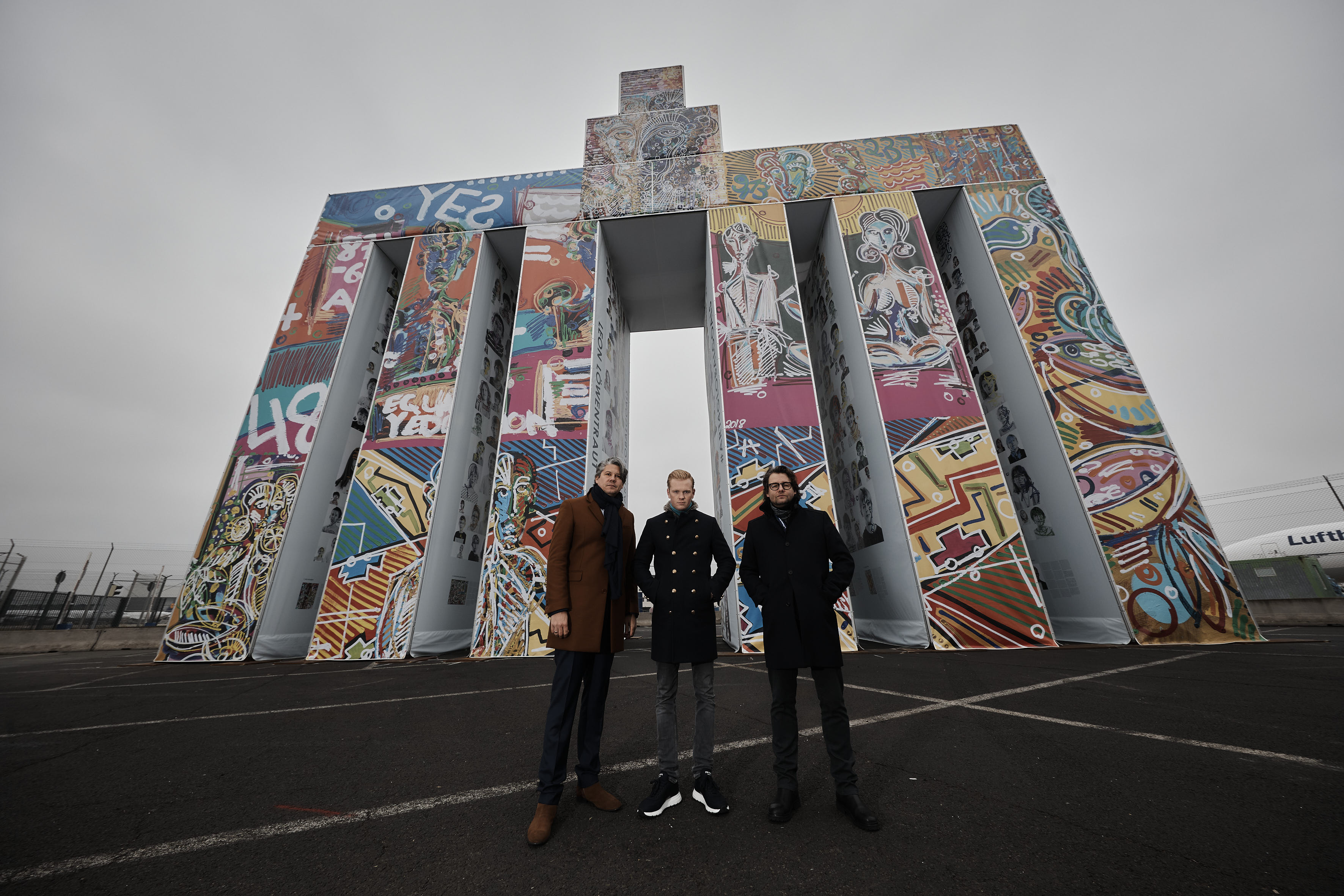
Marcus Schäfer, Leon Löwentraut, Dirk Geuer (v. l.) vor dem Global Gate in Frankfurt

Löwentraut entwickelte aus seinen Erfahrungen zum Thema Nachhaltigkeit seine Sustainable Vision of Leon Löwentraut. Es gehe darum, dem Menschen den Spiegel vor das Gesicht zu halten und ihn auf das Thema Nachhaltigkeit aufmerksam zu machen.
An den 10 Wänden in den fünf Durchgängen des Objektes werden die Inhalte der Ziele für nachhaltige Entwicklung in 12 Sprachen erklärt und so „für jeden Erdenbürger verständlich gemacht“.
Die Fotos an den Wänden der Durchgänge zeigen den Gesichtsausdruck von Kindern in dem Moment, in dem sie sich die Frage „Was bedeutet Zukunft für mich?“ stellen. Die Fotografien werden als Schwarz-Weiß-Druck in DIN-A3-Größe produziert und vom Künstler von Hand übermalt.

### Maße
Das Global Gate ist 21 Meter hoch, 24 Meter breit und 6 Meter tief. Dabei hat es ein Gewicht von ca. 120 Tonnen. 33 der 37 Container sind 20 Fuß lang, die übrigen vier messen 40 Fuß.

### Nachhaltigkeit
Die 37 Seecontainer werden weltweit vom Logistik-Partner am Ausstellungsort zur Verfügung gestellt. Die Außenhaut reist um die Welt und das Global Gate wird in Kooperation mit regionalen Partnern aufgestellt. Die gesamte Logistik rund um das Projekt erfolgt nachhaltig nach den Zielen der UNESCO.

## Weitere Verwendung
Unter dem Motto „Hallo Hamburg – Hallo Otto“ wurden im Oktober 2023 die Container im Hamburger Hafen am Cruise Center Altona aufgestellt und mit Werken von Otto Waalkes behängt. Dabei handelt es sich um Nachempfindungen der Kunstgeschichte, in die er sich selbst oder Ottifanten versteckt hat. An die Stelle des obersten Containers wurden vier Ottifanten mit über drei Metern Höhe gesetzt.